# 日本映画テレビプロデューサー協会
一般社団法人日本映画テレビプロデューサー協会（にほんえいがテレビプロデューサーきょうかい）は、日本の映画プロデューサーおよびテレビプロデューサーの団体である。

## 略歴・概要
1954年（昭和29年）10月、日本映画製作者協会として設立された。初代理事長は東映の専務取締役マキノ光雄、理事には伊藤武郎、田中友幸、藤本真澄らがいた。設立当時の会員は約100名であった。
1956年（昭和31年）、現在のエランドール賞の前身「新人俳優顕彰」を開始した。初代顕彰者は高倉健、石原裕次郎、川口浩らであった。
1970年（昭和45年）、テレビプロデューサーたちに入会を呼びかけ、日本映画テレビ製作者協会と改称した。
1976年（昭和51年）12月23日、社団法人への認可が下り、同年10月23日に遡って社団法人日本映画テレビプロデューサー協会として新設立した。初代会長には田中友幸、副会長に川口幹夫、佐藤正之らが名を連ねた。
1990年（平成2年）には会員数が500名を突破した。
2011年（平成23年）4月、公益法人制度改革に伴い、一般社団法人に移行した。

## 現任幹部
| 役職名   | 氏名 |
| -------- | --- |
| 会長     | 奧田誠治 |
| 副会長   | 香月純一 若泉久朗 松崎薫 那須田淳 屋敷陽太郎 |
| 常務理事 | 山田良明 尾崎充信 𠮷田繁暁 椿宜和 富山省吾 小岩井宏悦 蔵本憲昭 保原賢一郎 飯沼伸之 宮川朋之                                                                |
| 理事     | 髙橋信仁 本間英行 山川秀樹 羽鳥健一 白石統一郎 岡本幸江 高橋練 名塚新一郎 玉川静 五十嵐真志 三上絵里子 遠藤学 福家康孝 片山剛 大和健太郎 塚田英明 渡辺紘史 |
| 特別顧問 | 木田幸紀 重村一 |
| 幹事     | 工藤英博 松尾武 杉田成道 |
| 事務局長 | 市川哲夫 |

理事会の他、組織強化・事業開発委員会、著作権委員会、アクターズ委員会など9つの委員会が設けられている。

## 歴代代表
日本映画製作者協会
| 代    | 就任年月   | 氏名       | 出身企業 | 備考   |
| ----- | ---------- | ---------- | -------- | ------ |
| 初代  | 1954年10月 | マキノ光雄 | 東映     | 理事長 |
| 第2代 | 1956年5月  | 藤本真澄   | 東宝     |        |
| 第3代 | 1961年3月  | 松山英夫   | 大映     |        |
| 第4代 | 1964年5月  | 佐藤一郎   | 東京映画 |        |
| 第5代 | 1967年4月  | 白井昌夫   | 松竹     |        |

日本映画テレビ製作者協会
| 代    | 就任年月  | 氏名       | 出身企業 | 備考   |
| ----- | --------- | ---------- | -------- | ------ |
| 第6代 | 1971年5月 | 岡田茂     | 東映     | 理事長 |
| 第7代 | 1973年5月 | 三島与四治 | 松竹     |        |
| 第8代 | 1976年5月 | 田中友幸   | 東宝     |        |

日本映画テレビプロデューサー協会
| 代    | 就任年月   | 氏名     | 出身企業         | 備考 |
| ----- | ---------- | -------- | ---------------- | ---- |
| 初代  | 1976年12月 | 田中友幸 | 東宝             | 会長 |
| 第2代 | 1983年5月  | 川口幹夫 | NHK              |      |
| 第3代 | 1991年9月  | 佐藤正之 | 仕事             |      |
| 第4代 | 1993年5月  | 大谷信義 | 松竹             |      |
| 第5代 | 1997年5月  | 遠藤利男 | NHK              |      |
| 第6代 | 2003年5月  | 杉田成道 | フジテレビジョン |      |
| 第7代 | 2015年7月  | 木田幸紀 | NHK              |      |
| 第8代 | 2019年7月  | 奥田誠治 | 松竹             | 現行 |

## 関連事項
- エランドール賞

## 註
1. 1 2 3 4 5 6 7 8 9  沿革、社団法人日本映画テレビプロデューサー協会、2009年10月13日閲覧。
2. ↑  ANPAの夜明け、吉村敏、日本映画テレビプロデューサー協会、2009年10月13日閲覧。
3. 1 2 3 4  役員・幹事　役職一覧、一般社団法人日本映画テレビプロデューサー協会